# Haematomantispa nubeculosa
Haematomantispa nubeculosa är en insektsart som först beskrevs av Luisa Eugenia Navas 1933.  Haematomantispa nubeculosa ingår i släktet Haematomantispa och familjen fångsländor. Inga underarter finns listade i Catalogue of Life.